# ロレンツォのカエル
『ロレンツォのカエル』は、川原泉の短編漫画作品。

## ストーリー
舞台は架空のイタリア。とある女領主には三人の息子がおり、全員が結婚適齢期。女領主は息子達を気をつけて世話してくれる娘を選ぶためにそれぞれに一かせの亜麻糸を渡す。
これで娘に亜麻布を織らせ、一番良い布を織った娘をお気に入りにすると言うのだった。
上の息子二人はそれぞれに結婚したい娘が居たので問題は無かったが、三男のロレンツォにはそんな娘はいない。何人かに頼むがみんな取り合ってくれず、途方にくれ湖のほとりに座り込むのだった。

## 登場人物
ロレンツォ
女領主の三男。自分達兄弟を値踏みする若い女性の会話を聞いたことで軽い人間不信になっている。昆虫や動物に対しては心優しく接することが出来る。
アンジェリカ
湖に住むロレンツォの顔見知りのカエル。途方にくれていたロレンツォの話を聞き、亜麻布を織ってあげる。

## 書誌情報
1997年に白泉社「セリエ」に初出、白泉社文庫『小人たちが騒ぐので』に収録。